# Drosophila (dier)
Drosophila is een geslacht van kleine vliegjes dat meestal als 'fruitvliegjes' wordt aangeduid. 
Fruitvliegjes leggen hun eitjes op (over)rijp fruit, opdat larven genoeg te eten hebben. De vliegjes komen van buiten op het rijpe fruit af, maar zijn daarna moeilijk weer kwijt te raken.

## Belang
De bananenvlieg (Drosophila melanogaster) wordt toegepast als proefdier voor genetische experimenten. Ze worden hiervoor gebruikt, omdat ze zich snel voortplanten en gemakkelijk van elkaar te onderscheiden zijn.
De suzuki-fruitvlieg (Drosophila suzukii) is een invasieve soort die een plaaginsect vormt in de teelt van kleinfruit en kersen. 

## Soorten
- Drosophila acutilabella Stalker, 1953
- Drosophila affinis Sturtevant, 1916
- Drosophila alabamensis Sturtevant, 1918
- Drosophila albipes Walker, 1852
- Drosophila aldrichi Patterson & Crow, 1940
- Drosophila algonquin Sturtevant & Dobzhansky, 1936
- Drosophila alpina Burla, 1948
- Drosophila ambigua Pomini, 1940
- Drosophila americana Spencer, 1938
- Drosophila ananassae Doleschall, 1858
- Drosophila arizonae Ruiz & Wasserman, 1990
- Drosophila athabasca Sturtevant & Dobzhansky, 1936
- Drosophila azteca Sturtevant & Dobzhansky, 1936
- Drosophila basdeni Wheeler, 1957
- Drosophila bifasciata Pomini, 1940
- Drosophila bifurca Patterson & Wheeler, 1942
- Drosophila borealis Patterson, 1952
- Drosophila brevis Walker, 1852
- Drosophila brooksi Pipkin, 1961
- Drosophila busckii Cocquillett, 1901
- Drosophila buskii Coquillett, 1901
- Drosophila buzzatii Patterson & Wheeler, 1942
- Drosophila californica Sturtevant, 1923
- Drosophila carbonaria Patterson & Wheeler, 1942
- Drosophila cardini Sturtevant, 1916
- Drosophila carsoni Wheeler, 1957
- Drosophila chagrinensis Stalker & Spencer, 1939
- Drosophila cinerea Patterson & Wheeler, 1942
- Drosophila colorata Walker, 1849
- Drosophila curvispina Watabe & Toda, 1984
- Drosophila deflecta Malloch, 1924
- Drosophila duncani Sturtevant, 1918
- Drosophila eskoi Lakovaara & Lankinen, 1974
- Drosophila euronotus Patterson & Ward, 1952
- Drosophila ezoana Takada & Okada, 1958
- Drosophila falleni Wheeler, 1960
- Drosophila flavomontana Patterson, 1952
- Drosophila flavopinicola Wheeler, 1954
- Drosophila floricola Sturtevant, 1942
- Drosophila fronto Walker, 1852
- Drosophila fulvalineata Patterson & Wheeler, 1942
- Drosophila funebris (Fabricius, 1787) –Azijnvlieg
- Drosophila grisea Patterson & Wheeler, 1942
- Drosophila guanche Monclus, 1976
- Drosophila guttifera Walker, 1849
- Drosophila hamatofila Patterson & Wheeler, 1942
- Drosophila helvetica Burla, 1948
- Drosophila histrio Meigen, 1830
- Drosophila hydei Sturtevant, 1921
- Drosophila immigrans Sturtevant, 1921
- Drosophila ingrica Hackman, 1957
- Drosophila innubila Spencer, 1943
- Drosophila kuntzei Duda, 1924
- Drosophila lacicola Patterson, 1944
- Drosophila latifasciaeformis Duda, 1940
- Drosophila lebanonensis Wheeler, 1949
- Drosophila limbata von Roser, 1840
- Drosophila linearis Walker, 1852
- Drosophila littoralis Meigen, 1830
- Drosophila longala Patterson & Wheeler, 1942
- Drosophila longicornis Patterson & Wheeler, 1942
- Drosophila lowei Heed, Crumpacker, Ehrman, 1968
- Drosophila lummei Hackman, 1972
- Drosophila lutzii Sturtevant, 1916
- Drosophila macroptera Patterson & Wheeler, 1942
- Drosophila macrospina Stalker & Spencer, 1939
- Drosophila madeirensis Monclus, 1984
- Drosophila magnaquinaria Wheeler, 1954
- Drosophila mainlandi Patterson, 1943
- Drosophila melanica Sturtevant, 1916
- Drosophila melanissima Sturtevant, 1916
- Drosophila melanura Miller, 1944
- Drosophila mercatorum Patterson & Wheeler, 1942
- Drosophila meridiana Patterson & Wheeler, 1942
- Drosophila mettleri Heed, 1977
- Drosophila micromelanica Patterson, 1941
- Drosophila minuta Walker, 1852
- Drosophila miranda Dobzhansky, 1935
- Drosophila mojavensis Patterson & Crow, 1940
- Drosophila montana Stone, Griffen & Patterson, 1941
- Drosophila mulleri Sturtevant, 1921
- Drosophila munda Spencer, 1942
- Drosophila narragansett Sturtevant & Dobzhansky, 1936
- Drosophila nebulosa Sturtevant, 1916
- Drosophila nigrohalterata Duda, 1925
- Drosophila nigrohydei Patterson & Wheeler, 1942
- Drosophila nigromelanica Patterson & Wheeler, 1942
- Drosophila nigrosparsa Strobl, 1898
- Drosophila nigrospiracula Patterson & Wheeler, 1942
- Drosophila novamexicana Patterson, 1941
- Drosophila novitskii Sulerud & Miller, 1966
- Drosophila obscura Fallen, 1823
- Drosophila occidentalis Spencer, 1942
- Drosophila orbospiracula Patterson & Wheeler, 1942
- Drosophila ordinaria Coquillett, 1904
- Drosophila pachea Patterson & Wheeler, 1942
- Drosophila palustris Spencer, 1942
- Drosophila paramelanica Patterson, 1942
- Drosophila peninsularis Patterson & Wheeler, 1942
- Drosophila persimilis Dobzhansky & Epling, 1944
- Drosophila phalerata Meigen, 1830
- Drosophila picta Zetterstedt, 1847
- Drosophila pictiventris Duda, 1925
- Drosophila pinicola Sturtevant, 1942
- Drosophila polychaeta Patterson & Wheeler, 1942
- Drosophila populi Wheeler & Throckmorton, 1961
- Drosophila pseudoobscura Frolova, 1929
- Drosophila putrida Sturtevant, 1916
- Drosophila quinaria Loew, 1866
- Drosophila recens Wheeler, 1960
- Drosophila rellima Wheeler, 1960
- Drosophila repleta Wollaston, 1858
- Drosophila ritae Patterson & Wheeler, 1942
- Drosophila robusta Sturtevant, 1916
- Drosophila rubrifrons Patterson & Wheeler, 1942
- Drosophila schmidti Duda, 1924
- Drosophila seminole Sturtevant & Dobzhansky, 1936
- Drosophila sigmoides Loew, 1872
- Drosophila simulans Sturtevant, 1919
- Drosophila stalkeri Wheeler, 1954
- Drosophila subarctica Hackman, 1969
- Drosophila subfunebris Stalker & Spencer, 1939
- Drosophila subobscura Collin, 1936
- Drosophila suboccidentalis Spencer, 1942
- Drosophila subpalustris Spencer, 1942
- Drosophila subsilvestris Hardy & Kaneshiro, 1968
- Drosophila suffusca Spencer, 1943
- Drosophila suzukii (Matsumara, 1931) – Suzuki-fruitvlieg
- Drosophila tenebrosa Spencer, 1943
- Drosophila tenuipes (Walker, 1849)
- Drosophila testacea Roser, 1840
- Drosophila thoracis Williston, 1896
- Drosophila transversa Fallen, 1823
- Drosophila tripunctata Loew, 1862
- Drosophila trispina Wheeler, 1949
- Drosophila tristis Fallén, 1823
- Drosophila tsigana Burla & Gloor, 1952
- Drosophila unimaculata Strobl, 1893
- Drosophila victoria Sturtevant, 1942
- Drosophila vireni Bachli, Vilela & Haring, 2002
- Drosophila virilis Sturtevant, 1916
- Drosophila wheeleri Patterson & Alexander, 1952
- Drosophila willistoni Sturtevant, 1916